# Pardines (Puy-de-Dôme)
Pardines – miejscowość i gmina we Francji, w regionie Owernia-Rodan-Alpy, w departamencie Puy-de-Dôme.
Według danych na rok 1990 gminę zamieszkiwało 195 osób, a gęstość zaludnienia wynosiła 38 osób/km² (wśród 1310 gmin Owernii Pardines plasuje się na 654. miejscu pod względem liczby ludności, natomiast pod względem powierzchni na miejscu 978.).